# Lymeon striatus
Lymeon striatus är en stekelart som först beskrevs av Brulle 1846.  Lymeon striatus ingår i släktet Lymeon och familjen brokparasitsteklar. Inga underarter finns listade i Catalogue of Life.